# Moor nordwestlich Gisleren/Schönauwald
L'area di Moor nordwestlich Gisleren/Schönauwald è una palude o torbiera bassa e area protetta della Svizzera, situata nel Canton Appenzello Esterno. Dal 1996 fa parte dell'Inventario federale delle paludi d'importanza nazionale.

## Descrizione
La zona è situata a 1050 m.s.l.m. nel comune di Urnäsch. La vegetazione comprende paludi basifile e acidofile a piccole carici e prati umidi. Sono anche presenti terreni a coltivazione estensiva, specchi e corsi d'acqua e sorgenti.
Nelle vicinanze dell'area si trovano anche terreni a coltivazione estensiva e intensiva, brughiere, formazioni boschive, foreste, specchi e corsi d'acqua e sorgenti.